# Josa keyserlingi
Josa keyserlingi är en spindelart som först beskrevs av Ludwig Carl Christian Koch 1866.  Josa keyserlingi ingår i släktet Josa och familjen spökspindlar. Inga underarter finns listade i Catalogue of Life.